# Tim Hortons

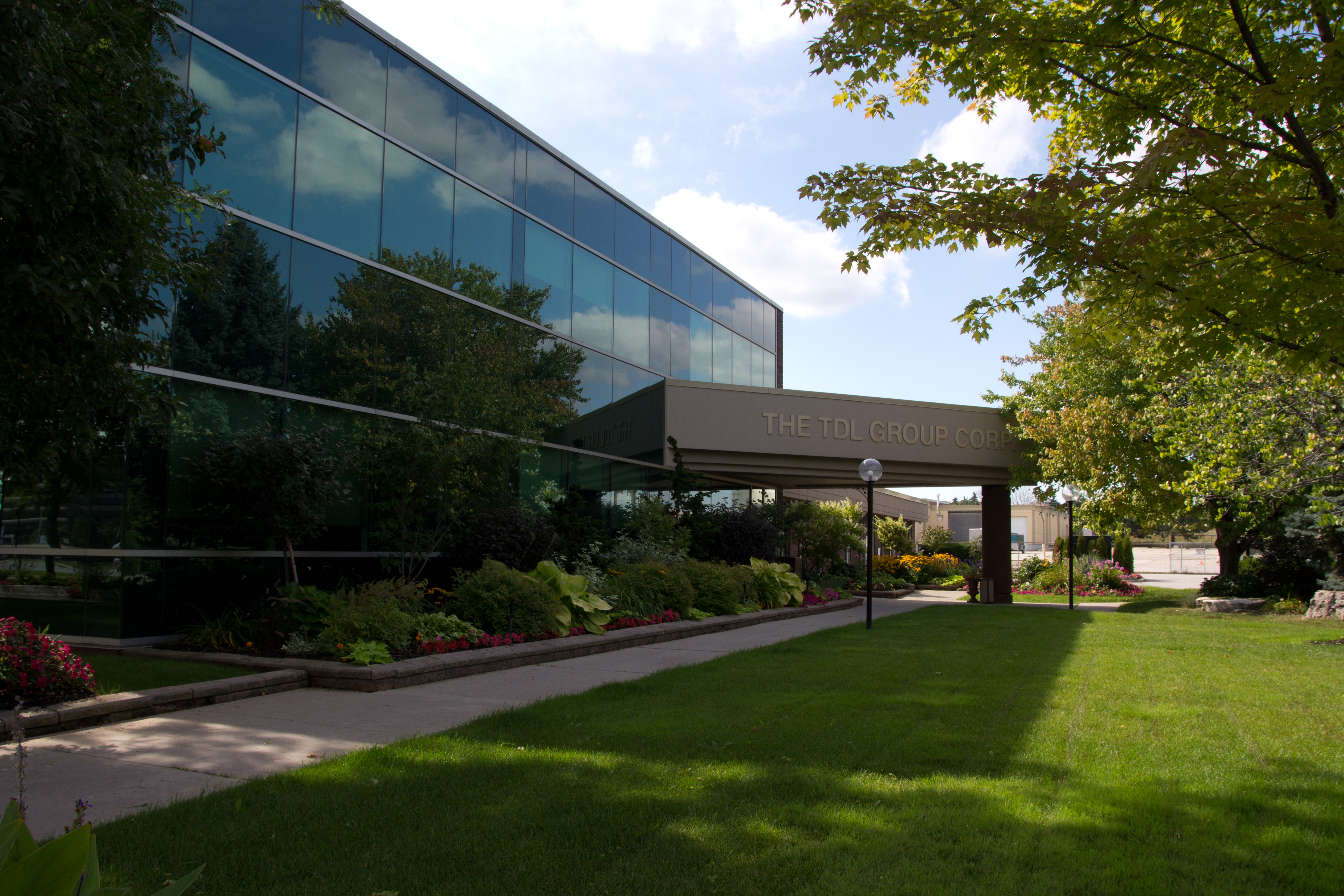
Siège social de Tim Hortons à Oakville.

Tim Hortons est une chaîne de restaurants rapides canadienne fondée en 1964 à Hamilton, en Ontario, par l'homme d'affaires Ron Joyce et le joueur de hockey Tim Horton. Son siège social est à Toronto.
Elle est spécialisée dans la vente de café et de beignes.
Tim Hortons est détenu par Restaurant Brands International, dont le principal actionnaire est le fonds brésilien 3G Capital.

## Description

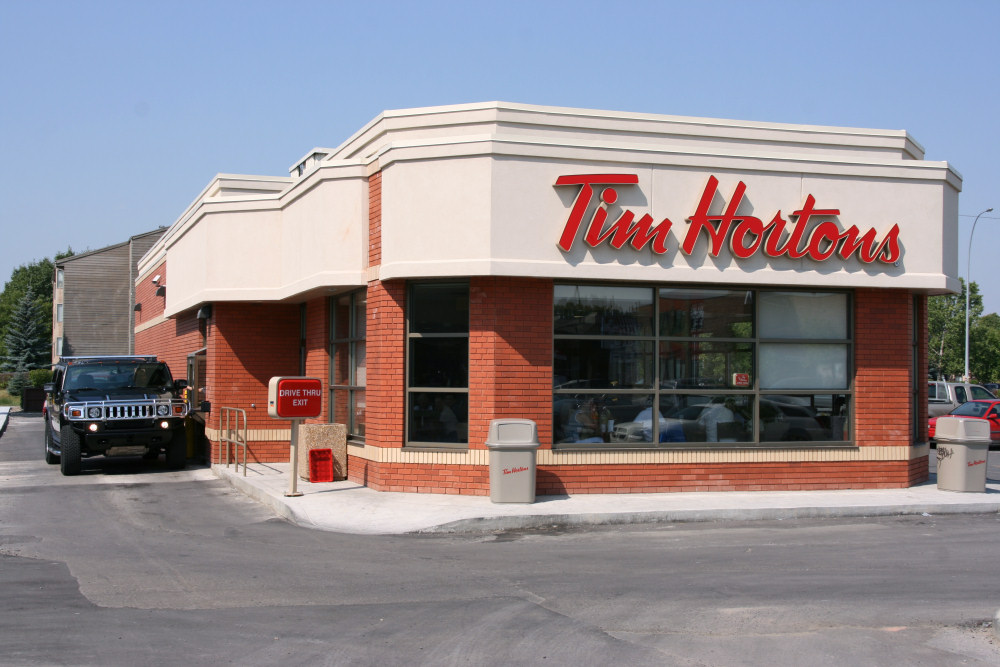
Une franchise Tim Hortons à Calgary en Alberta (Canada).

Tim Hortons est renommée pour son café et ses beignes, mais sert également d'autres boissons, des soupes et des sandwichs.
La plupart des restaurants ont un service au volant (drive). Cette chaîne offre normalement un service 24/7, sauf à Noël où certains propriétaires ferment leurs portes.
En 2011, on dénombre plus de 3 200 restaurants au Canada et 468 aux États-Unis. Tim Hortons est la chaîne de restaurants comptant le plus d'établissements et le chiffre d'affaires le plus élevé au Canada. Au Canada, elle dépasse les chaînes de restauration McDonald's et Subway au premier rang des chaînes de restaurant présentes au pays.

## Historique
En 1964, Tim Horton et Jim Charade fondent le Tim Horton Donuts. Le premier restaurant est ouvert à Hamilton, Ontario. Jim quitte le partenariat en 1966 ; il reviendra plus tard. Le restaurant est d'abord renommé Tim Horton's pour finalement s'appeler Tim Hortons (sans l'apostrophe).
En 1967, Tim Horton s'associe avec Ron Joyce, policier à la retraite. Au décès accidentel de Tim Horton en 1974, la chaîne compte 35 restaurants. Ron Joyce achète la part de la succession et accélère l'expansion de l'entreprise en vendant des franchises. Tim Hortons devient rapidement la plus importante chaîne de restauration rapide du Canada, surpassant McDonald's par le nombre de restaurants.
Dans les années 1990, l'entreprise ajoute de nouveaux produits à son menu, tels des soupes et des sandwichs.
Tim Hortons fusionne avec la chaîne de restaurants Wendy's en 1995, mais continue de fonctionner séparément. Tim Hortons est inscrit à la bourse de Toronto. Le changement des boissons de Pepsi à Coca-Cola aux succursales Tim Hortons est une cause d'acquisition de Tim Hortons par Wendy's.
En 2005, les ventes atteignent 1,48 milliard de dollars canadiens.
En 2006, Wendy's se sépare de Tim Hortons, qui redevient indépendant. En 2008, Pepsi a remplacé Coca-Cola encore pour des produits breuvages aux succursales Tim Hortons au Canada, et les États-Unis en 2010 ou 2011.
En 2009, Tim Hortons devient une compagnie canadienne publique.
En 2011, Tim Hortons compte 3 225 restaurants au Canada et 645 restaurants aux États-Unis.
En 2012, le 500e Tim Hortons au Québec ouvre à Sainte-Adèle.
En août 2014, Burger King annonce l'acquisition de Tim Hortons pour 11,5 milliards de dollars, créant une société ayant une capitalisation de 18 milliards de dollars et un chiffre d'affaires de 23 milliards de dollars. L'opération doit créer « la troisième entreprise mondiale de restauration rapide ». Dans le cadre de cette acquisition, Burger King déplace son siège social à Oakville, au Canada, le procédé appelé « inversion ». La fusion de Burger King et Tim Hortons a causé un changement des produits breuvages avec un retour de Coca-Cola pour remplacer Pepsi aux succursales Tim Hortons aux États-Unis et Canada en 2018.

## Présence dans le monde

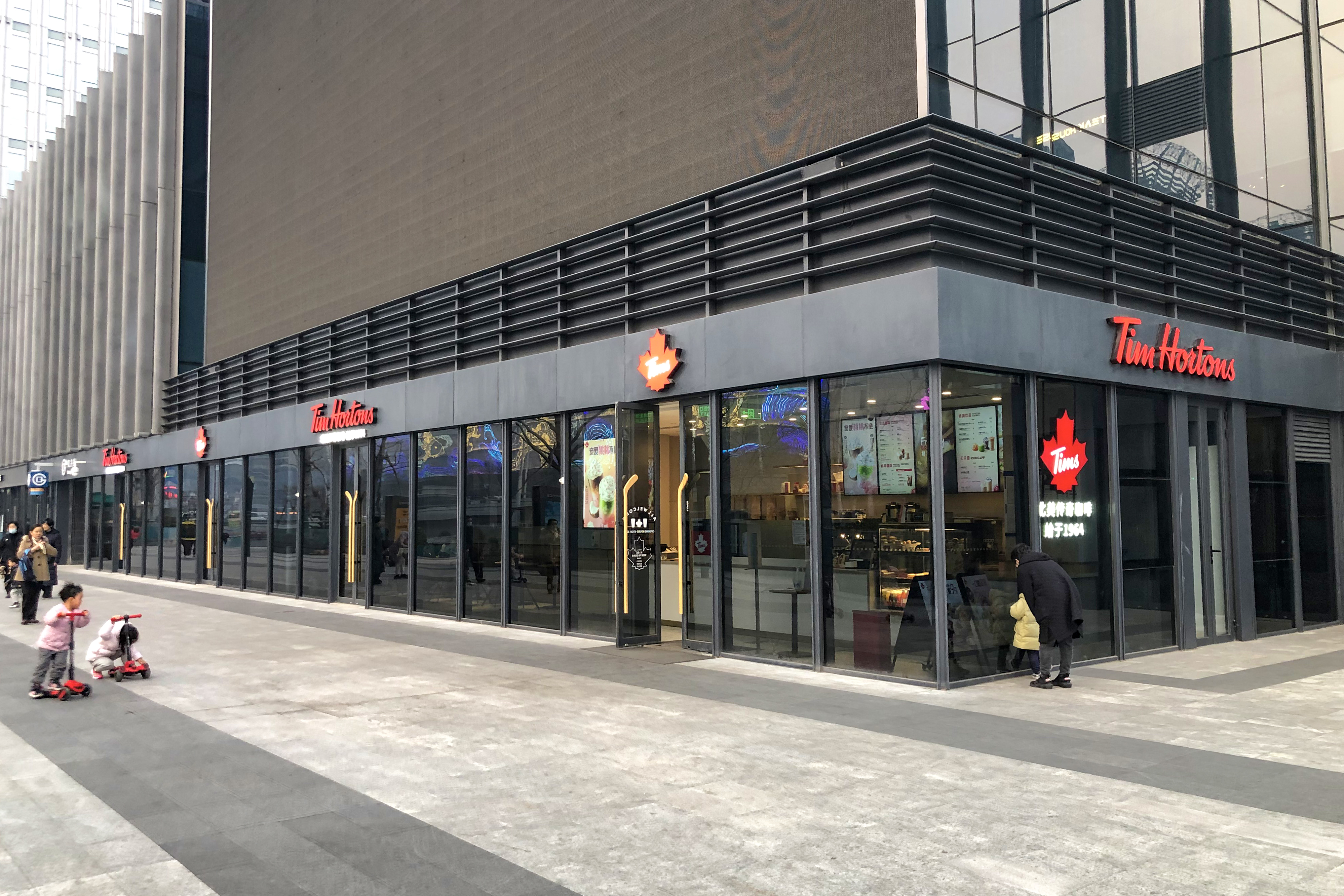
Une franchise Tim Hortons à Shuangjing en Chine.

Tim Hortons opère des restaurants tout autour du globe. En effet, elle s'étend de l'Amérique du Nord jusqu'à l'Asie, en passant par l'Europe. Elle est la chaîne la plus populaire de son genre au Canada[réf. nécessaire].Ils ont maintenant des restaurants dans plusieurs pays du monde. Le pays où il y en a le plus reste quand même le Canada avec plus de 4500 restaurants.
| Pays                | Nombre de restaurants | Pays        | Nombre de restaurants |
| ------------------- | --------------------- | ----------- | --------------------- |
| Canada              | + 4500                | Philippines | 20                    |
| États-Unis          | + 800                 | Qatar       | 7                     |
| Émirats arabes unis | 106                   | Thaïlande   | 7                     |
| Arabie saoudite     | 55                    | Espagne     | 6                     |
| Chine               | 50                    | Oman        | 6                     |
| Royaume-Uni         | 20                    | Koweït      | 2                     |
| Mexique             | 20                    | Bahreïn     | 2                     |
| Inde                | 3                     | Maroc       | 1                     |

## Promotion
La chaîne est reconnue pour ses campagnes de promotion publicitaire et de concours. Le concours Déroule le rebord existe depuis 1986. Il consiste à dérouler le rebord de certains gobelets en carton afin de gagner des prix comme de l’argent ou des produits Tim Hortons gratuits.
En 2019, la chaîne fait un partenariat avec le chanteur canadien Shawn Mendes. Shawn Mendes figure sur tous les verres pour une courte période de temps et une série de tasses réutilisables est commercialisée à certains points de vente à Toronto et dans les environs. Une publicité vidéo a été filmée pour lancer la promotion.
En 2021, la chaîne s'associe avec la star canadienne Justin Bieber pour créer la promotion TimBiebs. Celle-ci est composée de trois nouvelles saveurs de Timbits et de plusieurs objets promotionnels, tels qu'une tuque ou des verres et tasses réutilisables.
En 2024, à l'occasion du soixantième anniversaire de sa création, la compagnie a financé une comédie-musicale appelée The Last Timbit. Elle a été présentée au Elgin Theatre de Toronto.